# 三元镇 (镇巴县)
三元镇，是中华人民共和国陕西省汉中市镇巴县下辖的一个乡镇级行政单位。

## 行政区划
三元镇下辖以下地区：
三元坝村、柏坪村、红星村、龙门村、刘家沟村、白家营村、伍家垭村、茶和村、白果坝村、宁家营村、太平村、后湾村、柳坝村、红鱼村、狮儿坝村、凉桥村和双河口村。